# Gornje Nerodimlje
Nerodime e Epërme en albanais et Gornje Nerodimlje en serbe latin (en serbe cyrillique : Горње Неродимље) est une localité du Kosovo située dans la commune/municipalité de Ferizaj/Uroševac, district de Ferizaj/Uroševac (Kosovo) ou district de Kosovo (Serbie). Selon le recensement kosovar de 2011, elle compte 1 648 habitants.
Le village de Stojković a été intégré par le Kosovo à la localité de Nerodime e Epërme.

## Histoire
À proximité du village se trouvent les forteresses de Veliki Petrič et Mali Petrič, construites au XIVe siècle et toutes deux inscrites sur la liste des monuments culturels d'importance exceptionnelle de la république de Serbie et sur celle des monuments culturels du Kosovo. Après la victoire de Stefan Dušan (roi de 1331 à 1346 ; empereur de 1346 à 1355) lors de la bataille de Nerodimlje en 1331, son adversaire Stefan Dečanski (1322-1331) se réfugia dans la forteresse de Veliki ou de Mali Patrič mais, assiégé, il fut contraint de se rendre.
Dans le village, l'église des Saints-Archanges et le Monastère Saint-Uroš avec l'église de l'Assomption, qui datent aussi du XIVe siècle, sont classés sur la liste des monuments exceptionnels de Serbie, et sur la liste des monuments kosovars. L'église Saint-Nicolas, qui remonte au Moyen Âge, est elle aussi classée par le Kosovo.

## Démographie

### Évolution historique de la population dans la localité
| 1948 | 1953 | 1961  | 1971  | 1981  | 1991  | 2011  |
| ---- | ---- | ----- | ----- | ----- | ----- | ----- |
| 845  | 935  | 1 219 | 1 267 | 1 641 | 1 886 | 1 648 |

|  |

### Répartition de la population par nationalités (2011)
En 2011, les Albanais représentaient 99,39 % de la population.